# Alimento ultraprocesado

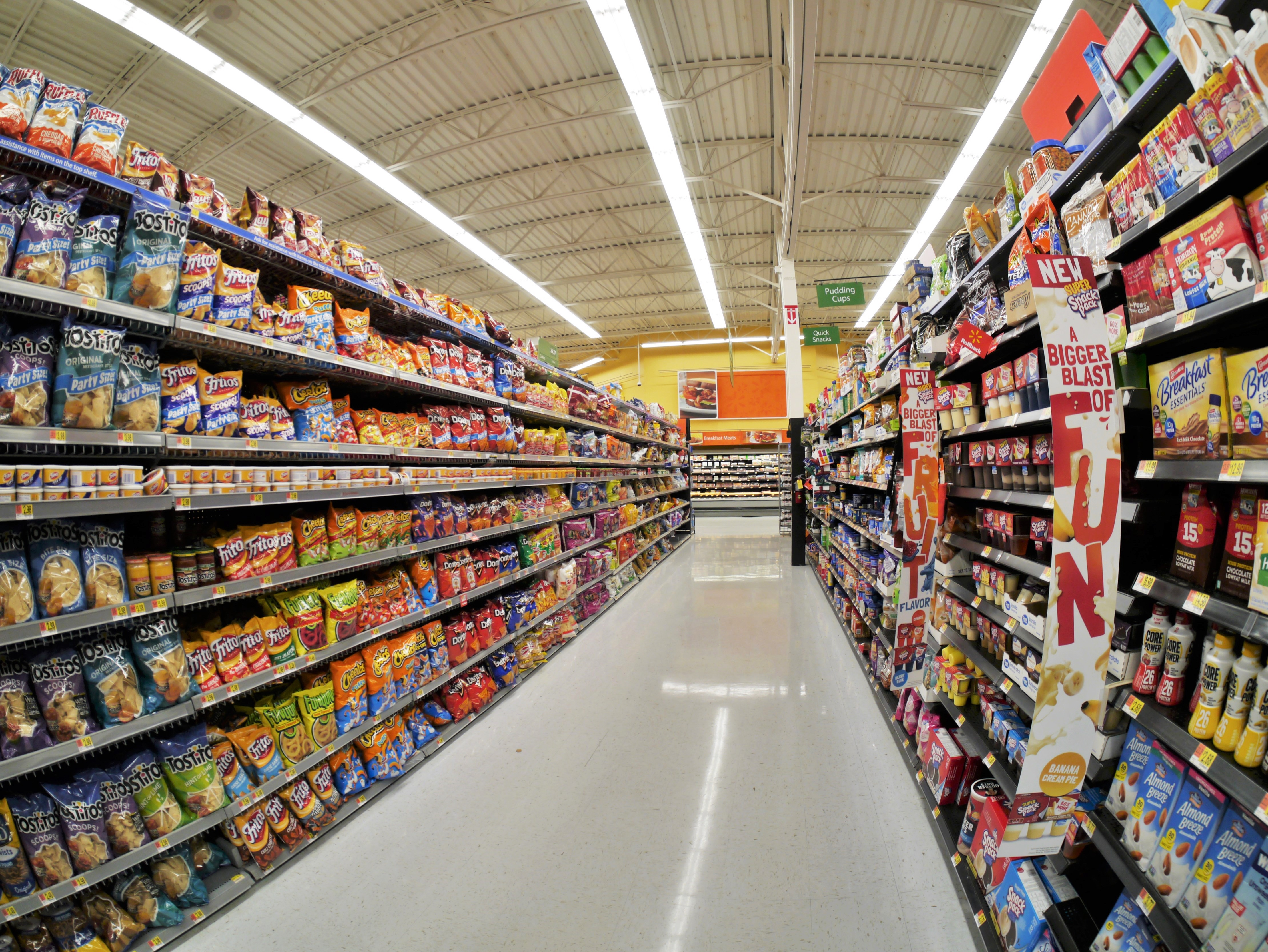
Patatas fritas y otros alimentos ultraprocesados en Walmart, Wenatchee, Washington.

Los alimentos ultra-procesados, también conocidos como productos alimenticios procesados (UPF, ultra-processed food por sus siglas en inglés), son alimentos y bebidas que se han sometido a tipos específicos de procesamiento de alimentos físicos, térmicos y/o químicos con el objetivo de mejorar su disponibilidad, seguridad, palatabilidad etc. No existe actualmente una norma legal que establezca una definición específica para el concepto de ultra-procesado aunque por lo general se entienden como alimentos que están diseñados para ser «prácticos, fáciles de consumir, hiperpalatosos y atractivos para los consumidores y, lo que es más importante, el segmento más rentable de las carteras de las grandes empresas de alimentos debido a los ingredientes de bajo costo de estos alimentos».
Aunque un consumo aislado de estos productos no tiene por que perjudicar nuestra salud, sin embargo,  un uso indebido de los mismos se sugiere estar asociado con la obesidad y otros problemas de salud como la diabetes tipo 2 o enfermedades cardiovasculares. El fácil acceso a estos alimentos y sus características culinarias ha llevado a incrementar de manera excesiva su consumo en diversos países lo que ha llevado a  a regular los alimentos ultra procesados a través de los etiquetados nutricionales y/o frontales (Nutri -Score, octógonos negros, logotipos...) y restricciones a su venta.

## Definición
El concepto de alimentos ultra-procesados fue desarrollado inicialmente y el término acuñado por el investigador brasileño en nutrición Carlos Monteiro, con su equipo en el Centro de Investigación Epidemiológica en Nutrición y Salud (NUPENS) de la Universidad de São Paulo, Brasil. Argumentan que «la cuestión no son los alimentos, ni los nutrientes, sino el «procesamiento», y «desde el punto de vista de la salud humana, en la actualidad, la división más destacada de alimentos y bebidas es en términos de su tipo, grado, y propósito del procesamiento». Sin embargo, a día de hoy se sugieren diversas definiciones científicas de los ultra procesados y aunque son diferentes todas están de acuerdo en que un alimento ultra-procesado debe tener las siguientes características:
- Estos alimentos o alguno de sus ingredientes sufren una o más transformaciones.
- Todas aceptan fórmulas con cualquier número o tipo de ingredientes.
- Los objetivos de estas transformaciones son siempre aumentar la vida útil de los alimentos, mantener o mejorar la seguridad y calidad de los nutrientes, abordar requisitos nutricionales y/o agregar variedad/ utilidad.[9]

Las especificaciones y definiciones de los alimentos ultra-procesados están disponibles en los informes publicados por las agencias de las Naciones Unidas, más recientemente en 2019, en la literatura, en la base de datos Open Food Facts, y en los medios de comunicación. 

## Clasificación de alimentos NOVA
El sistema NOVA es el más utilizado para clasificar y estimar la ingesta de alimentos ultra-procesados. Sin embargo, a veces este sistema tienen ciertas limitaciones a la hora de describir ciertos alimentos. Para cubrir estos vacíos también existen otras clasificaciones como los sistemas SIGA o UNC. Los alimentos ultra-procesados, según el sistema NOVA, se definen como: “Las formulaciones de varios ingredientes que, además de sal, azúcar, aceites y grasas, incluyen sustancias alimenticias no utilizadas en preparaciones culinarias, en particular, saborizantes, colorantes, edulcorantes, emulsionantes y otros aditivos utilizados para imitar cualidades sensoriales de alimentos no procesados o mínimamente procesados y sus preparaciones culinarias o para adaptar o disfrazar cualidades indeseables del producto final”, además es difícil reconocer la materia prima original de la que están basados estos productos .
Los alimentos ultraprocesados incluyen por ejemplo:
- Refrescos carbonatados, como Pepsi y Coca-Cola.
- Bocadillos empaquetados dulces, grasos o salados, como Cheetos y papas fritas.
- Dulces (confitería), como Snickers y Butterfinger.
- Panes y bollos empaquetados producidos en masa, como Wonder Bread y otros panes blancos.
- Galletas (galletas), como Oreo.
- Pasteles, como Pepperidge Farm y Franz Family Bakeries.
- Pasteles y mezclas para pasteles, como Duncan Hines y Pillsbury.
- Margarina y otros productos para untar, como Smart Balance y ¡No puedo creer que no sea mantequilla!.
- Cereales de desayuno endulzados, como Cocoa Puffs y Lucky Charms.
- Yogur de frutas endulzado y bebidas energéticas, como Go-Gurt y Monster Energy.
- Sopas, fideos y postres instantáneos en polvo y envasados, como Cup Noodles y Campbell's Soup Company.
- Platos preparados de carne, queso, pasta y pizza, como Ball Park Franks y Jimmy Dean (marca).
- Nuggets y palitos de pollo y pescado, como Tyson Foods y McDonald's.
- Salchichas, hamburguesas, perritos calientes y otros productos cárnicos reconstituidos, como Spam y Slim Jim (bocadillos).[5][6][11]

### Clasificación de alimentos NOVA
El sistema de clasificación de alimentos NOVA (un nombre, no un acrónimo) se basa en la naturaleza, el alcance y el propósito del procesamiento industrial de alimentos. Los grupos son:
- NOVA 1. Alimentos sin procesar o mínimamente procesados. Ejemplos; verduras, frutas, carne fresca.
- NOVA 2. Ingredientes culinarios procesados: sustancias extraídas de alimentos naturales que se utilizan para cocinar. Ejemplo: aceites, sal, mantequilla.
- NOVA 3. Alimentos procesados, productos que se obtienen de añadir ingredientes del grupo 2 a los del grupo 1. Ejemplos: verduras en lata, frutas en almíbar, quesos.
- NOVA 4. Alimentos y bebidas ultraprocesados. Ejemplos: refrescos, snacks, golosinas.[13]

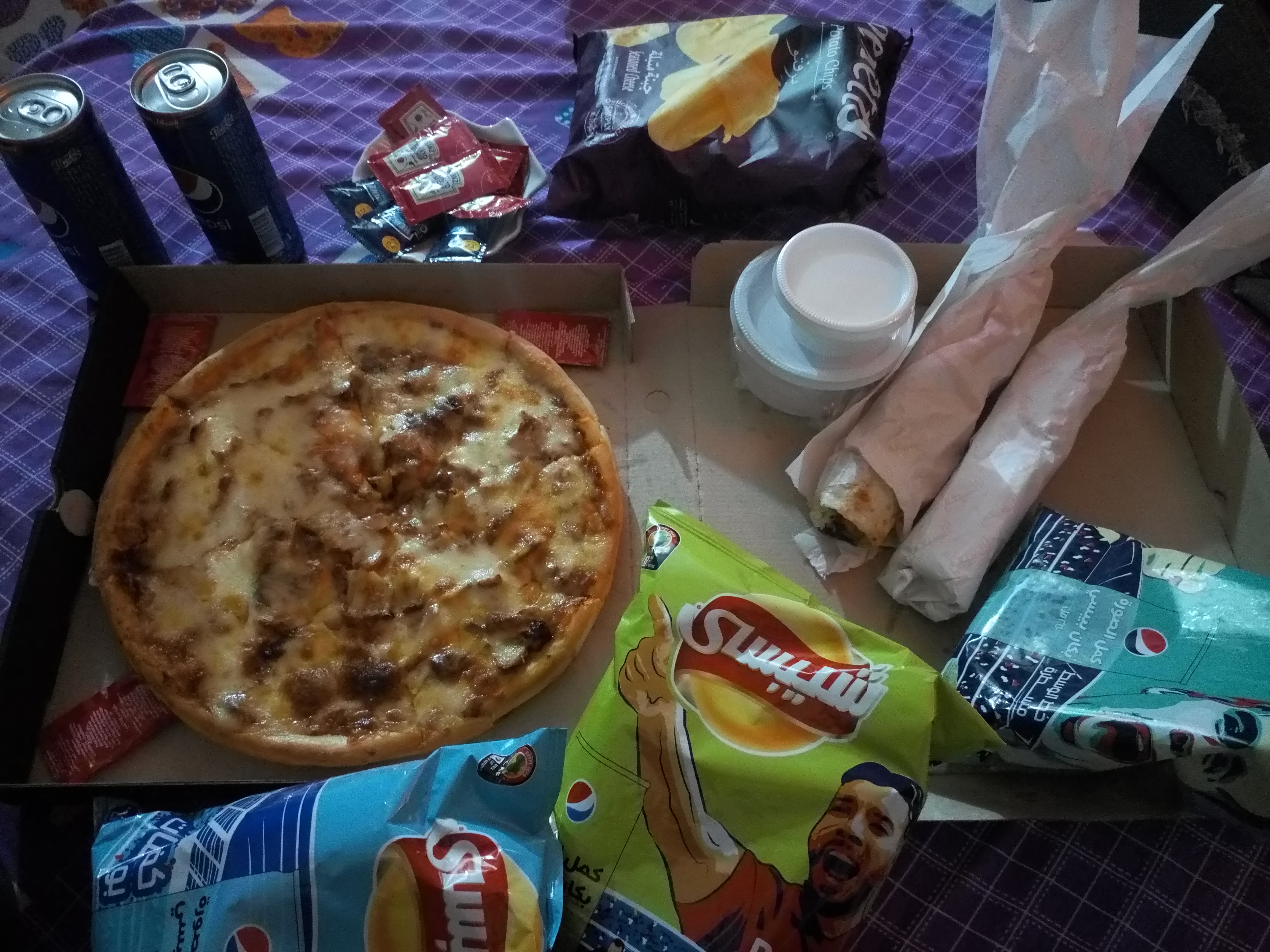
Varios alimentos ultraprocesados

## Economía
Los alimentos ultra-procesados son una parte importante de las carteras de las corporaciones de alimentos porque dependen de ingredientes de bajo costo y, a menudo, disfrutan de mayores márgenes de beneficio.
Están diseñados para un amplio atractivo para el consumidor. Si bien los fideos instantáneos a menudo se usan como un carbohidrato básico en las comidas regulares, muchos alimentos ultra-procesados a menudo son alimentos discrecionales para los refrigerios entre comidas. Los alimentos ultra-procesados generalmente se benefician de una vida útil más larga, una consideración importante para los consumidores de bajos ingresos sin acceso confiable a refrigeración. Entre otras razones de la popularidad de los alimentos ultra-procesados se encuentran el bajo costo de sus ingredientes principales y la comercialización agresiva a partir de campañas de publicidad intensivas que tienen como público objetivo a aquellos colectivos particularmente expuestos a los diversos medios de comunicación como niños y jóvenes, con reclamos llamativos que incitan a la compra de estos productos. 
Un informe de Global Health Advocacy Incubator documenta las estrategias de la industria alimentaria para adaptar sus productos a las etiquetas de advertencia como Nutri- Score y otros a través de la modificación de alguno de sus fórmulas, añadiendo o modificando ingredientes.